# Bernardo Martínez del Barranco

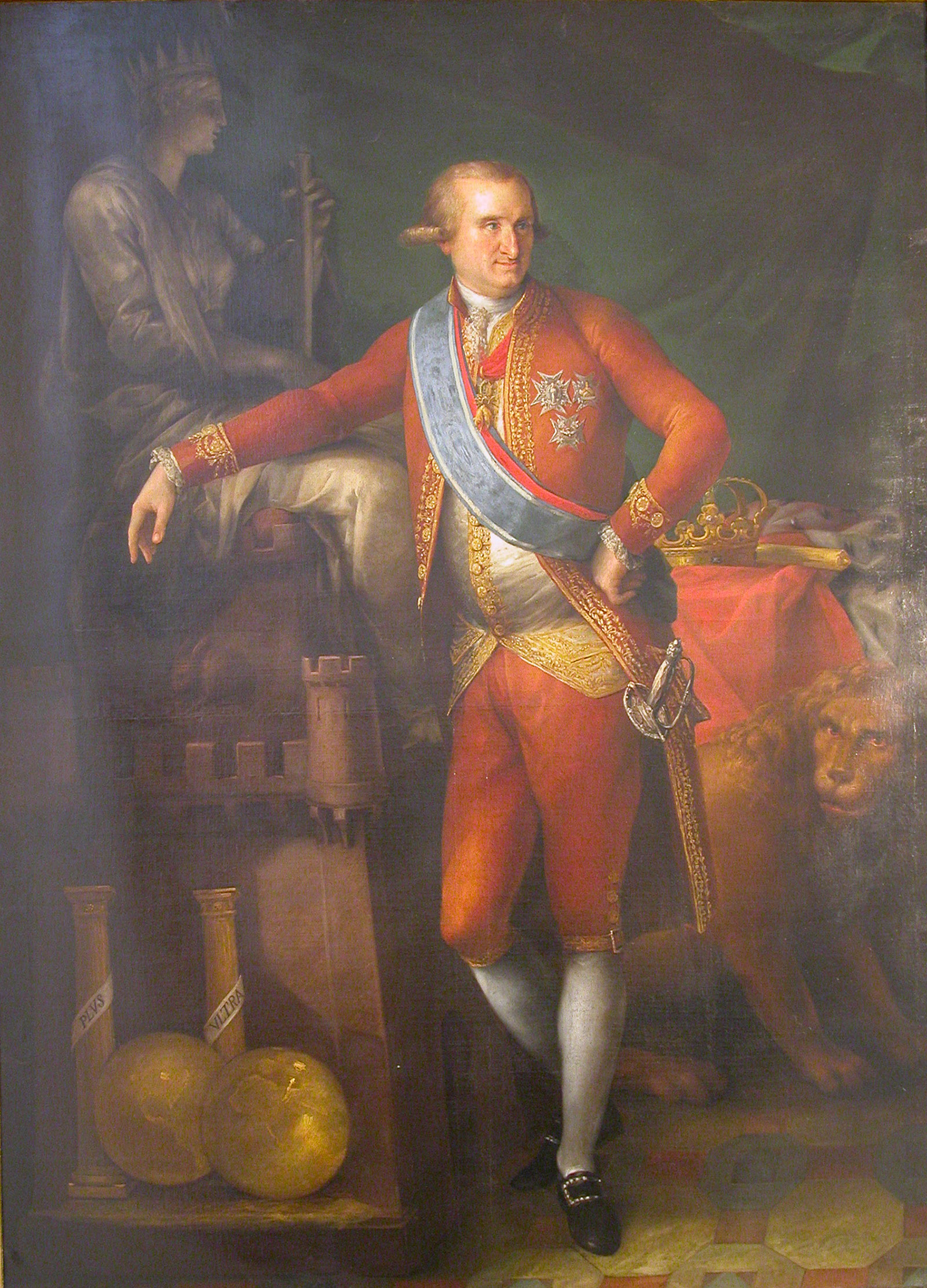
Portret Karola IV, 1789

Bernardo Martínez del Barranco (ur. w 1738 w La Cuesta, zm. w 1791 w Madrycie) – hiszpański malarz.

## Życiorys
Pochodził z Sorii, przeprowadził się do Madrytu żeby studiować w Królewskiej Akademii Sztuk Pięknych św. Ferdynanda. W 1765 roku wziął udział w konkursie akademii, w którym startował także Francisco Goya, a nagrody zdobyli Ramón Bayeu, Luis Fernández i Gregorio Ferro. Nie został przyjęty, ale mimo tego niepowodzenia postanowił wyjechać do Włoch i kontynuować naukę malarstwa, m.in. kopiując dzieła Caravaggia. Wrócił do Hiszpanii w 1769 roku, a w 1774 roku został członkiem akademii.